# Achernar
Achernar, auch bekannt als α Eridani (Alpha Eridani), ist der hellste Stern im Sternbild Fluss Eridanus und der neunthellste Stern am Himmel. Er steht so weit südlich, dass er von Europa aus nicht zu sehen ist, sondern erst südlich des 32. Grades nördlicher Breite. In rund 5000 Jahren wird Achernar aufgrund der Präzessionsbewegung der Erde im südlichen Teil Deutschlands wieder knapp über dem Südhorizont sichtbar werden.

## Physikalische Eigenschaften
Achernar ist ein heißer Hauptreihenstern der Spektralklasse B6Vpe und weist eine leicht variable scheinbare Helligkeit von 0,m40 bis 0,m46 auf. Laut den Messungen der Raumsonde Hipparcos ist er etwa 139 Lichtjahre von der Erde entfernt. Er besitzt etwa 6 bis 8 Sonnenmassen und dürfte nach dem Aufbrauchen seines Wasserstoff-Vorrats, den er in seiner Zentralregion durch Kernfusion in Helium umwandelt, dereinst als massiver Weißer Zwerg enden.
Achernar ist ein Doppelstern. Sein Begleiter ist ein Zwergstern der Spektralklasse A und umrundet Achernar in einer Entfernung von rund 12 Astronomischen Einheiten etwa alle 12 Jahre.
2003 wurde Achernar vom Very Large Telescope Interferometer (VLTI) beobachtet. Dabei zeigte sich, dass er durch seine hohe Rotationsgeschwindigkeit von mindestens 230 km/s stark abgeplattet ist. Der genaue Wert der Rotationsgeschwindigkeit hängt von der unbekannten Ausrichtung der Rotationsachse ab. Sein Äquatordurchmesser ist mindestens das anderthalbfache des Durchmessers an den Polen, d. h. seine Abplattung ist 1:3 oder noch stärker. Deshalb ist auch seine Oberflächentemperatur an den Polen deutlich höher als am Äquator.

## Geschichte

Der Be-Stern Achernar ist stark abgeplattet

Der Name des Sterns, arabisch آخر النهر / āḫiru ʾn-nahr, leitet sich aus dem Altarabischen ab und bedeutet „das Ende des Flusses“, denn er markiert das südliche Ende des Flusses Eridanus. Er ersetzte den – gleichbedeutenden – Acamar (θ(1) Eridani), der das Ende des Flusses in ptolemäisch-griechischer Tradition markiert. Achernar lag in der Antike, circa 1500 v. Chr., auf Grund der Präzession auf −76° Deklination und konnte selbst in Ägypten nicht beobachtet werden, während der nördlichere Acamar auf Kreta gerade so über den Horizont reichte.
Die spätantik-frühmittelalterlichen kleinasiatischen Seefahrer dürften ihn auf ihren Afrika-Fahrten als Markierung benutzt haben. Es finden sich auch beduinisch-arabische Darstellungen von Achernar und Fomalhaut als ein Paar Strauße. Achernar wandert auch noch in den nächsten Jahrtausenden weiter Richtung Norden. In 500 Jahren wird Achernar (α Eridani) den Horizont von Kreta erreichen, und von ca. 7.900 n. Chr. bis 10.500 n. Chr. sogar in Deutschland sichtbar werden. Danach wandert Achernar wieder Richtung Süden. Am nächsten am Südpol stand Achernar 3360 v. Chr., damals auf −83° Deklination.
Nach dem Stern sind der Mount Achernar und Achernar Island in der Antarktis benannt.